# 所得税
所得税（しょとくぜい）とは、担税力の源泉を、所得、消費及び資産と区分した場合に、所得に対して課される租税のこと。所得税は広義の所得税と、狭義の所得税に分類できる。
1. 広義には、狭義の所得税のほか、国税（中央税）における法人の各事業年度の所得に対して課せられる法人税や地方税における住民税、事業税などもこれに含まれる。
2. 狭義には、個人の所得に課税される税金（国税）の事を指し、これを個人所得税という。この税金に係る実体法として、日本では所得税法（昭和40年3月31日法律第33号）がある。

ここでは、主に上記2.の個人所得税について記述する。

## 個人所得税
所得税は、累進課税や各種人的控除をミックスすることにより、租税の垂直的公平を保つのに有効な租税であるとされる。
現代の日本やアメリカでは国税の税目の内高い割合を占める基幹税である。所得税の徴収方式としては確定申告で馴染み深い申告納税方式と源泉徴収方式がある。税収に占める割合は後者の方が高い。

OECD各国の法人および個人所得税率。

### メリット
- 申告することによって税金への関心を高め、ひいては政治への関心を高める[1]。
- 累進課税を導入した場合、富裕層から多額の税を徴収することができ、所得の再配分がおこなわれる[2]。
- 累進課税を導入しても高所得者の労働供給が抑制されないことが実証により示されている[3](高い所得税を課された場合に労働供給をしなくなりやすいのはむしろ低所得者である)。

### デメリット
- 累進課税を導入した場合、制度や税金の計算が複雑である[2]。
- 累進課税を導入した場合、中高所得層の勤労意欲をそぐ。自由主義者とされるフリードリヒ・ハイエク、ミルトン・フリードマンは、所得は貢献度に応じて支払われるべきものであり 累進課税等による所得再分配政策は認めない。しかし、その一方では貧困問題を放置するべきではないという姿勢を一貫して示している[4]。
- 節税・脱税が行われやすい。働き方によって所得の捕捉率が異なる問題（クロヨン）があり、必ずしも公平・平等ではない[5]。
- 所得税が実際に勤労意欲にどのような影響を与えているかは不明であるという指摘がある[2]。

## 所得概念論
所得概念論とは所得とは何かという議論である。所得税導入以来、様々な展開を見せてきた。
所得税の課税対象となる所得のとらえかたには次に掲げる通りいくつかの考え方がある。今日では、次の3つのうち、包括的所得概念が有力であるが、一方で、ヨーロッパ諸国では制限的所得概念の考え方も根強く、たとえば、ドイツやフランスでは株式譲渡益が非課税とされる。また、北欧諸国では、主に包括的所得概念の非効率性に着目して、投資所得と勤労所得とを区分して前者には比例税率課税を行い、後者には累進税率を適用する二元的所得税が採用されている。

### 制限的所得概念
課税所得は、反復継続する活動から得られるものに限定し、偶発的・一時的なものは課税しないとする考え方。いわゆる取得型所得概念の一つ。
産業革命以降、資本の自立的運動（資本の循環）の結果として賃金、利潤、利子、配当、地代など、継続的・反復的利益が生み出されるようになっていった。それらは確実・安定的な税源であり、把握も容易だったため所得税の成立を促した。このような背景を元に、利益を生み出す源泉に着目して反復継続する活動から得られるもののみを所得とする学説（所得源泉説）が生まれる。この所得源泉説は国民所得論を基礎理論として19世紀から20世紀初頭のドイツ（ドイツ帝国）を中心に唱えられた。
制限的所得概念を前提とした所得税には、所得を源泉によって分類し各所得ごとに異なった税率・税額を課税する分類所得税（イギリスなど）と所得の源泉別に純所得を算出しそれらを合算して課税する一種の総合的所得税（プロイセンやそれを参考にした戦前の日本など）がある。

### 消費型所得概念
課税所得は、所得の内、消費により効用の得られた部分とする考え方である。所得は人の一定期間の消費の総額によって測定されるため、貯蓄を所得から除外する一方、借入金による消費も所得に含まれることになる。ジョン・スチュアート・ミルやアーヴィング・フィッシャーの理論によるもので、フィッシャー、カルドアにより提唱され今でも経済学者の間には根強い支持があるなど、理論的には一定の有用性が認められている
しかし、消費型所得税概念を採用する所得税（消費型・支出型所得税、支出税）はインドやセイロン（現スリランカ）で短期間実施されたこともあるが定着しなかった。貯蓄除外に起因する課税の逆進性が増大し、より富裕層有利な状況となったこと、そもそもに消費の把握・帰属判定が困難であり、徴収効率の低下を招いたこと、及び最終消費者の非現業所得を消費概念に置換したことで、条理から乖離を招いたことなどが原因である。
ただし、支出税は内容的には一般消費税に類似するため、一般所得税としての附加価値税によって代替されているとも見ることができる。日本の内国税においても、消費税及び地方消費税が支出型所得税として事実上機能している。

### 包括的所得概念
ドイツの財政学者シャンツ（Georg von Schanz）が唱えた純資産増価説にはじまり、アメリカのヘイグ（Robert M. Haig）とサイモンズ（Herry C. Simons）によって発展した概念。シャンツ＝ヘイグ＝サイモンズ概念、ヘイグとサイモンズの頭文字をとってH-S概念ともいわれる。課担税力を増加させる経済的な利得はすべて純資産の増加であり、所得であるとする考え方で、「所得＝貯蓄＋消費」という定式であらわされる。いわゆる取得型所得概念の一つである。一時的・偶発的な利得も所得となり、相続も所得としてみなす(相続税参照)。
包括的所得概念は公平負担の要請（担税力に応じた負担の原則）に適合し、20世紀の福祉国家に適した所得概念であったため、広い支持を集めることとなった。包括的所得概念を採用する総合累進所得税は全所得を１つの累進税率表で適応し課税することが可能になり、国家財政調達機能・再分配機能や景気調整機能・資源配分機能を高めることができる。
他方、問題点もあり、本来であれば、未実現の利得や帰属所得も課税の対象とされるべきであるが、捕捉ないし評価が困難であり、課税の対象とならない場合が多く、たとえば未実現の利得の一つであるキャピタル・ゲインは、実現されなければ課税されない。また1970年代の経済停滞期のアメリカにおいて、包括的所得税の概念は、理論的には明快だが、現実の課税把握においては、概念の曖昧さを払拭できず、課税当局が所得の把握が困難であり、限界があるとして批判された。例えば、地下経済における所得などに対する把握は困難を極め、アメリカ社会において所得課税の不公平感が広がった。1980年代以降は、税率を一律にし、また税務上の手続きを簡素化かつ明瞭にするものとしてフラット・タックスという税案に関する議論が高まった。

## 欧米の所得税
- イギリスの所得課税には所得税と法人税があり、これらは中央政府が課税する国税である[10]。
- オランダの所得課税には、所得税、賃金税、法人税があり、これらは中央政府が課税する国税である[10]。
- スウェーデンの所得課税には、国税である個人・法人所得税と、地方税の個人所得税がある[10]。

### 歴史
- 1799年 - イギリスで、ナポレオン戦争の戦費調達のため所得に対し10%の比例税率。以後廃止導入を繰り返し、1842年に定着。
- 1840年 - スイス導入
- 1851年 - プロイセン（ドイツ）導入。ドイツ帝国成立後の1891年に大幅な改正が行われて現代の世界の所得税のモデルとなった。
- 1861年 - アメリカ導入　南北戦争の戦費調達、憲法違反とされ翌年に廃止されたが、1913年に憲法改正（アメリカ合衆国憲法修正第16条）により本格導入。
- 1864年 - イタリア導入
- 1976年 - 国家財政がひっ迫したイタリアで所得税の前払い制度の導入が決定。源泉徴収を受けない経営者などを対象に次年3月までに所得税の支払いを求めた上で、9月までに3月に支払った額の75%を前納させる制度[11]。
- 1981年 - レーガン政権以前は所得税の最高税率は70%であったが、レーガン政権から段階的に引き下げられ、2018年現在では28%となっている。

## 日本の所得税
日本の所得税は、課税標準として総所得金額、退職所得金額、山林所得金額の3つを設けている。これは、総合所得課税を基本としながら、退職所得及び山林所得については分離所得課税を実現するものである。
日本の一般政府歳入（%, 2019年）

### 所得別負担割合
日本経済新聞記者滝田洋一によると2020年時点で個人所得税率0%(生活保護受給者等の所得税免除)～10%(年収330万円以下)の人が納税者全体に占める割合が約81%で大部分の者は負担していない。逆に、個人所得税率10%超(年収330万円越え)～20%(年収695万円以下)の人が約15%、個人所得税20%超(年収695万以上)の人が約4％である。

### 納税義務者
- 個人
  - 居住者（非永住者を除く）
  - 非永住者
  - 非居住者
- 法人
  - 内国法人
  - 外国法人
- 人格のない社団、財団

### 所得
以下にあげる10種類の所得について、それぞれの計算方法が定められている。従って、その計算方法の結果が所得金額となる。
以下、所得税法を「法」と表記する。
- 利子所得（法23条）
- 配当所得（法24条）
- 不動産所得（法26条）
- 事業所得（法27条）
- 給与所得（法28条）
- 退職所得（法30条）
- 山林所得（法32条）
- 譲渡所得（法33条）
- 一時所得（法34条）
- 雑所得（法35条）

これらの内、利子所得、配当所得および不動産所得は資産性所得であり、給与所得、退職所得は勤労性所得である。事業所得および山林所得は、資産性所得と勤労性所得が結合したものといわれる。資産性所得と勤労性所得は、ともに恒常性所得に該当する。さらに、譲渡所得および一時所得は、臨時所得に該当する。そして雑所得は、これら9種類の所得のいずれにも該当しない所得をいう。

### 控除
所得税の控除は、次の態様に分けられる。
- 引くことができるものによる分類
  - 所得控除（米: Deductions）: 所得金額から引くことができるもの
  - 税額控除（米: Tax Credits）: 課税所得金額に税率を掛けて算出した税額から、一定の金額を差し引くことができるもの
- 性質による分類
  - 人的控除: 人的要因（配偶者、扶養など）により差し引くことができるもの
  - 物的控除: 人的控除以外のもの

控除の種類を、主に所得控除と税額控除に分類した（便宜上住民税について併記した）。
- 所得控除
  - 雑損控除
  - 医療費控除
  - 社会保険料控除
  - 小規模企業共済等掛金控除
  - 生命保険料控除
  - 地震保険料控除
  - 寄附金控除（所得税のみ）
  - 障害者控除
  - 寡婦控除・ひとり親控除（寡夫控除は廃止）
  - 勤労学生控除
  - 配偶者控除・配偶者特別控除
  - 扶養控除・特定親族特別控除
  - 基礎控除
- 税額控除
  - 配当控除
  - 住宅借入金等特別控除
  - No.1210 マイホームの取得等と税額控除（所得税のみ）
  - 政党等寄附金等特別控除（寄附金税額控除、ふるさと納税）
  - 外国税額控除
  - 調整控除（住民税のみ）
- その他の控除
  - 青色申告特別控除
  - 給与所得控除（所得金額調整控除）、退職所得控除
  - 公的年金等控除
  - 純損失の繰越控除、雑損失の繰越控除
  - No.3302 マイホームの3,000万円特別控除

### 税率
例えば所得額が700万円のときは、求める税額は次のようになる。
　700万円（課税所得金額）×0.23（税率） - 63万6,000円（速算控除額）＝97万4,000円（所得税）　
　それに、復興特別所得税が20,400円（≒97万4,000円 ×　2.1％）が加算される。
- | 課税される所得金額            | 税率 | 速算控除額  |
| ----------------------------- | ---- | ----------- |
| 195万円以下                   | 5%   | 0円         |
| 195万円を超え 330万円以下     | 10%  | 97,500円    |
| 330万円を超え 695万円以下     | 20%  | 427,500円   |
| 695万円を超え 900万円以下     | 23%  | 636,000円   |
| 900万円を超え 1,800万円以下   | 33%  | 1,536,000円 |
| 1,800万円を超え 4,000万円以下 | 40%  | 2,796,000円 |
| 4,000万円超                   | 45%  | 4,796,000円 |
- |  | 現在、技術上の問題で一時的にグラフが表示されなくなっています。 |所得税および復興特別所得税（平成27年分より）

分離課税所得分
分離課税所得がある場合には、総合課税所得と合算せず、分離課税所得に次の税率を適用して算出税額を計算する。
- （課税退職所得金額） × 上記税率　（住民税は現年分離課税）
- （課税山林所得金額 × 1/5） × 上記税率 × 5　（住民税は5分5乗方式不採用）
- 租税特別措置法の申告分離課税　
  - （課税短期譲渡所得金額）　× 30.63%（住民税9%）
  - （課税長期譲渡所得金額）　× 15.315%（住民税5%）
  - （上場株式等に係る課税譲渡所得等の金額）　× 15.315%（住民税5%）
  - （一般株式等に係る課税譲渡所得等の金額）　× 15.315%（住民税5%）
  - （上場株式等に係る課税配当所得等の金額）　× 15.315%（住民税5%）
  - （先物取引に係る課税雑所得等の金額）　× 15.315%（住民税5%）

### 計算式
所得税では、総合課税制度を採用しており、年間の各種の所得金額を総合計して所得税を算出するもので次の通り計算される。
（事業所得） + （不動産所得） + （利子所得） + （配当所得） + （給与所得） + （雑所得）　＝　経常所得
（経常所得） + （短期譲渡所得）　+ （長期譲渡所得 +　一時所得） ×　1/2　＝　総所得金額　と課税標準を算出してから、所得控除を適用する。
（総所得金額） － （所得控除額） ＝ 課税総所得金額
　と計算してから、所得税の累進税率をかける。
（課税総所得金額） × 累進税率　－ （税額控除額） + （復興特別税）　－ （源泉徴収税額） ＝ 申告納税額
　復興特別税額は、2013年（平成25年）から2037年（令和19年）まで課される。税率は2.1%。
（申告納税額）　－ （予定納税額） ＝ 納付所得税額

### 歴史

#### 1887年（明治20年）導入
当初の所得税は年間所得が300円以上の者に対して課税した。だがこの時は個人課税ではなく、世帯合算課税方式が採用されて戸主が納税義務者とされた。プロイセンの制度を参考として、所得の多寡を5段階に区分し、最低1%（所得300円以上）から最高3%（3万円以上）の低い税率の累進課税方式を採用していた。年間300円以上所得のある世帯の家長である戸主に限って課税の対象としたため、所得税を納税することがいわばステータスシンボルとなり、「富裕税」、あるいは「名誉税」との別名で呼ばれていたという説もある。なお、大部分の一般国民は所得税の課税対象外で、新税の対象とされたのは当時の全戸数（戸主の総数）の1.5%にあたる12万人が対象となり、納税額も国税収入のうちの0.8%程度であった。
この新税導入の動機としては、清に対抗して海軍の増強・整備が急がれたこと、地租や酒造税などに偏った租税負担のあり方が自由民権運動によって反政府側から批判されたこと、大日本帝国憲法によって設置が予定されていた帝国議会の衆議院に納税額による制限選挙が導入されたために大規模土地所有者（地租の納税義務者）以外の資本家に対しても選挙権を保障して政治参加を認めるための環境整備のためなどが挙げられている。3年後の1890年（明治23年）に行われた日本最初の国政選挙である第1回衆議院議員総選挙においては満25歳以上の男性で直接国税15円以上を納付している者に選挙権が付与された。

#### 1899年（明治32年）改正
所得を3種類に区分し、第1種を法人所得、第2種を公社債利子所得、第3種を300円以上の個人所得とした。

#### 1940年（昭和15年）改正
法人税法の制定によって従来の第1種が所得税から分離されて法人税となった。また、分類所得税と総合所得税の2本立てとなり、前者において所得種類別に異なった税率を適用するとともに勤労所得への源泉徴収制度が導入され、後者において所得合計が5,000円以上の者に10-65%の高度の累進課税をかけた。

#### 1947年（昭和22年）改正
申告納税の導入によって所得税の一本化（総合所得合算申告納税制度）が図られる。また、その後の改正で最高税率が75%とされていたが、インフレ利得者等へ重課するためとして85%にあげられた。

#### 1950年と1953年の改正（シャウプ勧告の影響）
1949年（昭和24年）のシャウプ勧告は、このように高い所得税率は勤労意欲にマイナスがある等の理由で、所得税の最高税率を下げ、それを補うための補完税として富裕税を導入することを勧告した。この結果、1950年（昭和25年）の改正で所得税の最高税率が55％に抑えられ、同時に累進税率で富裕税が導入された。しかし、富裕税は日本に定着せず、3年後の1953年（昭和28年）に廃止されることとなり、代わりに所得税の最高税率が65％に戻された。

#### 2006年、地方への税源移譲
2006年度税制改正では、所得税から個人住民税への税源移譲が実施された（三位一体の改革）。

### 税収の推移

日本の一般政府部門税収（GDP比）。棒グラフは総額。
青は個人所得税、橙は法人税、緑は社会保険、紫は消費税、赤は資産税。

| 年度               | 計         | 源泉分     | 申告分    |
| ------------------ | ---------- | ---------- | --------- |
| 1997年（平成 9年） | 19,182,735 | 15,402,987 | 3,779,748 |
| 1998年（平成10年） | 16,996,112 | 13,765,760 | 3,230,352 |
| 1999年（平成11年） | 15,446,830 | 12,618,587 | 2,828,243 |
| 2000年（平成12年） | 18,788,905 | 15,878,457 | 2,910,448 |
| 2001年（平成13年） | 17,806,512 | 15,030,134 | 2,776,378 |
| 2002年（平成14年） | 14,812,227 | 12,249,159 | 2,563,068 |
| 2003年（平成15年） | 13,914,607 | 11,392,631 | 2,521,976 |
| 2004年（平成16年） | 14,670,498 | 12,184,627 | 2,485,870 |
| 2005年（平成17年） | 15,585,913 | 12,955,818 | 2,630,095 |
| 2006年（平成18年） | 14,054,094 | 11,494,252 | 2,559,842 |
| 2007年（平成19年） | 16,080,043 | 12,928,501 | 3,151,542 |
| 2008年（平成20年） | 14,985,074 | 12,161,180 | 2,823,894 |
| 2009年（平成21年） | 12,913,887 | 10,499,519 | 2,414,368 |
| 2010年（平成22年） | 12,984,351 | 10,677,036 | 2,307,316 |
| 2011年（平成23年） | 13,476,192 | 11,010,764 | 2,465,427 |
| 2012年（平成24年） | 13,992,487 | 11,472,513 | 2,519,974 |
| 2013年（平成25年） | 15,530,813 | 12,759,155 | 2,771,658 |
| 2014年（平成26年） | 16,790,227 | 14,026,721 | 2,763,507 |
| 2015年（平成27年） | 17,807,137 | 14,773,154 | 3,033,983 |
| 2016年（平成28年） | 17,611,065 | 14,485,964 | 3,125,101 |
| 2017年（平成29年） | 18,881,565 | 15,627,121 | 3,254,444 |
| 2018年（平成30年） | 19,900,578 | 16,564,998 | 3,335,580 |
| 2019年（令和元年） | 19,170,688 | 15,937,487 | 3,233,201 |
| 2020年（令和2年）  | 19,189,790 | 15,997,575 | 3,192,215 |
| 2021年（令和3年）  | 21,382,199 | 17,533,195 | 3,849,004 |
| 2022年（令和4年）  | 22,521,661 | 18,736,485 | 3,785,176 |
| 2023年（令和5年）  | 22,052,957 | 18,001,522 | 4,051,435 |

## 職種と申告漏れ金額ランキング

### 日本
2023年11月に国税庁の発表した「2023年6月までの1年間」、業種別で1件あたりの申告漏れが最も高額だったのは「経営コンサルタント」で3367万円、次いで「くず金卸売業」（2483万円）、「ブリーダー」（2075万円）、「焼き肉」（1611万円）であった。
2023年7月から国税庁は「所得税の申告漏れ」の発見に人工知能を活用するようになった。2024年11月に国税庁によると「2024年6月までの1年間」で税務調査した先の約半数から申告漏れが発見され、追徴課税をした額が全国で1398億円余りと最多であった。1件当たりの申告漏れなどの金額は、最も多かった業種が、前回と同じ、「経営コンサルタント」で3871万円、次いで「ホステスやホスト」は3654万円、3番目の「コンテンツ配信」が2381万円であった。コンテンツ配信は2009年に「現在の方法」による統計開始以来に初の上位に入った。ちなみに「事業所得を有する個人の1件当たりの申告漏れ所得金額が高額な上位10業種」は業種目だとキャバクラ、風俗業、不動産代理仲介、システムエンジニア、機械器具、部品修理、焼肉、冷暖房設備工事、人材派遣、バー、ダンプ運送の順である。